# 三密

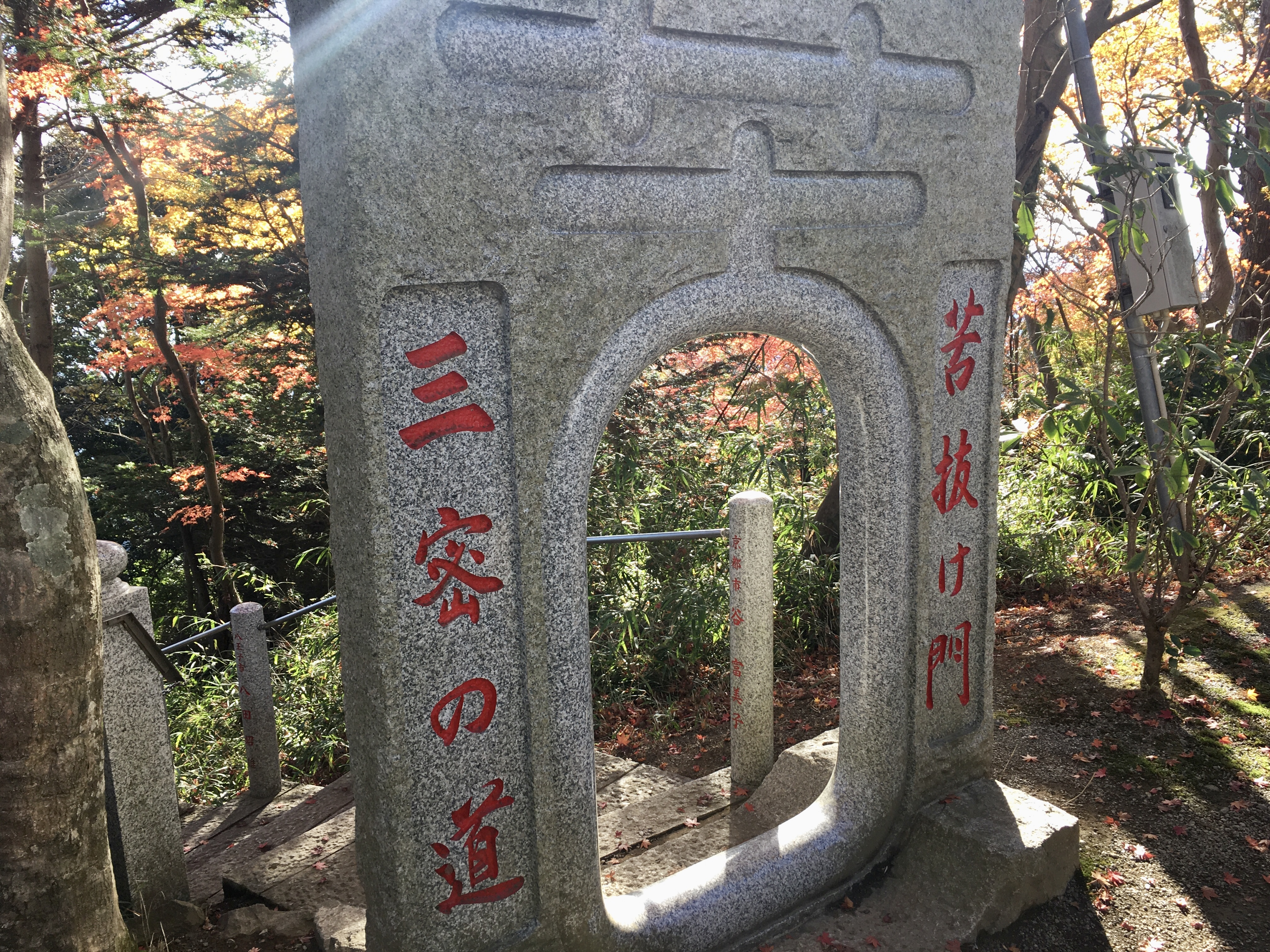
高尾山の「三密の道」

三密（さんみつ）とは密教の用語で、「身密・手に諸尊の印契（印相）を結ぶ」、「口密（語密）・口に真言を読誦する」、「意密・意（こころ）に曼荼羅の諸尊を観想する」の総称。一般の仏教でいう三業にあたり、また仏の場合を指し、三密加持によって相応する。法身の動きと衆生の動きとが一致するのを「無相の三密」といい、身に印を結び、口に真言を唱え、意に本尊を念ずるのを「有相の三密」という。
空海の『声字実相義』（しょうじじっそうぎ）によると、

とある。空海の「真言」では、大日如来を象徴とする宇宙の根源から発せられた人間の声すべてのこの世界の音を理解し、体得し、それと同一になることで、自分だけではなく、すべての衆生の救済を目的としていた。すなわち「情報としての言語」ではなく、「叡智としての言語」としての「真言」を語ろうとしており、「言語」を正確に発音し、正しく理解することが必要とされたのである。